# Myrceugenia pinifolia
Myrceugenia pinifolia conocido comúnmente como chequén de hoja fina  o arrayán de hoja chica; es un árbol endémico de Chile perteneciente a la familia de las Mirtáceas.  

## Descripción
Es un arbusto que alcanza un tamaño de hasta aproximadamente 2 m de altura, con pelos café-rojizos a blancuzcos; ramitas densamente pubescentes cuando jóvenes, glabras con la edad. Hojas  angostamente elípticas a lineares, ápice y base agudas u obtusas, gris-verdosas a menudo oscuras en el haz, gris-verdosas claras a verde-amarillentas claras en el envés; pecíolo densamente pubescente. Pedúnculos  con una sola flor, densamente pubescentes, solitarios en las axilas de las hojas; bractéolas ovadas a lanceoladas; hipanto densamente pubescente; la floración se produce entre enero y febrero. Fruto de color naranjo pudiendo demorar más de un año en madurar; maduración entre diciembre y febrero.

## Distribución y hábitat
Es un arbusto endémico limitado a la Cordillera de la Costa desde la VII Región (provincia de Talca) a la VIII Región (provincia de Arauco). Crece normalmente a orillas de cursos de agua sujetos a inundaciones estacionales.

## Taxonomía
Myrceugenia pinifolia fue descrita por (Phil.) Kausel y publicado en Revista Argent. Agron. 9: 54. 1942
Etimología
Myrceugenia: nombre genérico que deriva de la fusión de los nombres de los géneros Myrcia y Eugenia.
pinifolia: epíteto latíno que significa "con las hojas del pino"
Sinonimia
- Eugenia pinifolia Phil.
- Myrceugenia stenophylla var. pinifolia (Phil.) Reiche	[5]